# Thanh Hà (Quảng Nam)
Thanh Hà is een phường van Hội An, naast Tam Kỳ de tweede stad van de provincie Quảng Nam.
Thanh Hà ligt aan de oever van de Hội An.